# Dahini - The Witch
Dahini - The Witch är en indisk thrillerfilm från 2022, skriven och regisserad av Rajesh Touchriver. I Filmen har Tannishtha Chatterjee, JD Chakravarthy och Sruthy Jayan i viktiga roller. 
Filmen fick positiv respons efter premiären och tilldelades flera internationella utmärkelser, däribland priset Bästa långfilm vid Titan International Film Festival och Bästa internationella långfilm vid Pacific Beach International Festival.  Den nominerades även vid Swedish International Film Festival. 

## Handling
Berättelsen utspelar sig i Mayurbhanj-distriktet i den indiska delstaten Odisha, där kvinnor anklagas för häxeri och utsätts för våldsamma attacker.

## Rollista
| Skådespelare          | Roll    |
| --------------------- | ------- |
| Tannishtha Chatterjee | Kamala  |
| J. D. Chakravarthy    | Pratap  |
| Sruthy Jayan          | Pallavi |
| Badrul Islam          | Chuniya |
| Mohd Ashique Hussain  | Ojha    |
| Angana Roy            | Uma     |
| Riju Bajaj            |         |
| Jagannath Seth        |         |
| Dilip Das             |         |